# Afonso Botelho
Afonso José Matoso de Sousa Botelho (Bencanta, São Martinho do Bispo, Coimbra, 4 de fevereiro de 1919 – 20 de setembro de 1996) foi um escritor e filósofo português.
Foi com base na doutrina do Leal Conselheiro de D. Duarte I de Portugal (sobre o qual realizou a sua dissertação para conclusão de licenciatura) e na de Teixeira de Pascoaes que se lançou no estudo do tema que mais o viria a interessar: a saudade.

## Biografia
Era filho de Afonso Santiago de Sousa Botelho, natural de Mirandela, e de Ana Emília Malva de Moura Matoso e Vasconcelos, doméstica, também natural da freguesia de São Martinho do Bispo.
Aluno de Leonardo Coimbra. Licenciou-se em Ciências Histórico-Filosóficas na Faculdade de Letras de Lisboa em 1950, depois de ter frequentado as Faculdades de Direito de Coimbra e Lisboa Colaborou no jornal 57(1957-1962). Pertenceu ao grupo de Filosofia Portuguesa, conjuntamente com José Marinho, Álvaro de Ribeiro, António Quadros, António Telmo, Pinharanda Gomes, Orlando Vitorino, António Braz Teixeira e Dalila Pereira da Costa, entre outros. 
Em 1945 fundou, juntamente com António Seabra e Gastão da Cunha Ferreira, o Centro Nacional de Cultura. Foi director do Teatro Nacional D. Maria II e e aí contribuiu com diversas peças, em especial a peça "o hábito de morrer" que mais tarde foi reproduzida. 
A 16 de julho de 1947, casou catolicamente na freguesia de Santa Catarina, em Lisboa, com Maria Rita Correia Seabra (Santa Catarina, Lisboa, c. 1913), doméstica, filha de João Jacinto Seabra, natural de Salvaterra de Magos, e de Mariana Correia da Silva Sampaio Seabra, doméstica, natural de Lisboa (freguesia de São Vicente de Fora). Os dois divorciaram-se litigiosamente por sentença transitada em julgado a 24 de março de 1987.
Em Julho de 1992, foi igualmente um dos membros fundadores do Instituto de Filosofia Luso-brasileira e, entre 1993 e 1997, foi Presidente do Círculo de Eça de Queirós.
Morreu a 20 de setembro de 1996.

## Obras
- A intriga (contos, 1958);
- Meia Hora de Espera (contos, 1959);
- O espírito crítico e a história dos descobrimentos : a propósito duma nota (ensaio, s.d);
- O Hábito de Morrer : peça em 3 actos (teatro, 1964);
- O Toiro Celeste Passou (novela, 1965);
- Situação Cultural do Escritor (ensaio, s.d);
- Como o sr. Jacob enganou o socialismo (ficção, 1978);
- Natal (1978);
- Origem e actualidade do civismo (ensaio, 1979);
- A Saudade, o Amor e a Morte (ensaio, 1983);
- Filosofia da Saudade (filosofia, 1986);
- O Poder real (ensaio, 1990);
- Da saudade ao saudosismo (ensaio, 1990);
- Ensaios de estética portuguesa : Ecce Homo, painéis, Tomar (1990);
- D. Duarte (ensaio, 1991);
- Três mestres do conhecimento (1993);
- Teoria do amor e da morte (ensaio, 1996);
- Saudade, Regresso às Origens (ensaio, 1997);
- As donas chamam ; A família imaginária ; A morte em férias (romance, 2005);
- Elementos para o Estudo da Renúncia Cristã (2019);
- Apologia e Hermenêutica: Estudos de Filosofia Luso-Brasileira (2020)[9]